# Петте свещени рани
Петте свещени рани в християнската традиция са петте пронизващи рани, които Исус Христос е претърпял по време на разпятието. Раните са били във фокуса на определени богослужения, особено през късното Средновековие, и често са отразявани в църковната музика и изкуството.

## Раните
Петте рани включват по една през всяка ръка или китка, по една през всеки крак и една към гърдите.
- Две от раните са били или през ръцете му, или през китките му, където са били поставени пирони, за да фиксират Исус към напречната греда на кръста, на който е бил разпънат. Според съдебномедицинския експерт Фредерик Т. Зугибе, най-правдоподобното мястото на проникване на пироните в случая на Исус е горната част на дланта, наклонена към китката, тъй като тази област може лесно да издържи тежестта на тялото и гарантира, че няма да счупи кости, маркира мястото, където повечето хора смятат, че е, съвпада с мястото, което повечето от стигматистите са показали раните си и това е мястото, където художниците през вековете са го определяли. Това положение би довело до очевидно удължаване на пръстите на ръката поради компресия.[1]
- Две от раните са били през краката, където пироните[2] преминават през тях към вертикалната греда.[3]
- Последната рана е отстрани на гърдите на Исус, където според Новия завет тялото му е пронизано от копието на Лонгин, за да се увери, че е мъртъв. Евангелието на Йоан гласи, че от тази рана се излива кръв и вода (Йоан 19:34). Въпреки че в Евангелията не е посочено от коя страна е ранен, в изкуството то е обичайно е показано от дясната страна на Исус, въпреки че някои изображения, особено едно от Рубенс, го показват от дясната страна.[4]

Разглеждането на раните от апостола Тома Неверни, отчетено само в Евангелието на Йоан в Йоан 20: 24 – 29, е било в центъра на много коментари и често изобразявано в изкуството, където темата официалното носи име на неверието на Тома.
- Пронизването на Исус от копието на Лонгин, стенопис от Фра Анджелико (1395 – 1455), Сан Марко, Флоренция
- Флаг на Португалия; белите точки в сините щитове представляват Светите рани